# Jalžabet
Jalžabet – wieś w Chorwacji, w żupanii varażdińskiej, w gminie Jalžabet. W 2011 roku liczyła 1066 mieszkańców.